# Sossais
Sossais är en kommun i departementet Vienne i regionen Nouvelle-Aquitaine i västra Frankrike. Kommunen ligger i kantonen Lencloître som tillhör arrondissementet Châtellerault. År 2022 hade Sossais 414 invånare.

## Befolkningsutveckling
Antalet invånare i kommunen Sossais
| Referens: INSEE |